# Abbazia di Altmünster
L'abbazia di Altmünster era un'abbazia benedettina sul Plateau Altmünster, tra la zona della via del Mercato del Pesce (Fëschmaart / Marché-aux-Poissons) e la zona di Clausen della città di Lussemburgo.

## Storia
Fondata nel 1083 da Corrado I, conte di Lussemburgo come monastero privato e centro religioso della sua contea. I monaci provenivano dalle abbazie di Saint-Airy e Saint-Vanne a Verdun. Il figlio di Corrado, il conte Guglielmo, dedicò l'abbazia alla Madonna (Notre Dame) nel 1123, ma per la gente del posto continuò ad essere conosciuta come Mënster (in tedesco: Münster, che significa chiesa del monastero o qualsiasi grande edificio ecclesiastico). In questo periodo, il monastero fu anche posto direttamente sotto il controllo del Papa, quindi né Saint-Vanne né le autorità secolari potevano interferire con esso.
La scuola del monastero in seguito ricevette il monopolio dell'educazione nella città di Lussemburgo e il suo bacino di utenza raggiunse la contea di Bar. Ai bambini vennero insegnate tra le altre cose le lingue francese e tedesca.
Fino al regno di Enrico IV tutti i Conti di Lussemburgo furono sepolti qui. Carlo IV rianimò questa tradizione e costruì qui una tomba monumentale per suo padre, Giovanni di Boemia.
La distruzione dell'abbazia fu probabilmente ordinata dal re di Francia Francesco I, che occupò la città l'11 settembre 1543 durante la guerra italiana del 1542-46, e probabilmente voleva impedire alle truppe di Carlo V, imperatore del Sacro Romano Impero, di occupare l'abbazia durante il successivo assedio.
Prima che il monastero venisse distrutto, l'abate Johannes Harder rimosse tutti gli oggetti preziosi e li mise in salvo a Treviri. I resti di Giovanni I di Boemia furono portati nella chiesa francescana in quella che oggi è Place Guillaume II.
I benedettini si trasferirono poi nell'Ospizio di San Giovanni, fino all'apertura di una nuova abbazia nel 1606 sotto l'abate Petrus Roberti, non lontano da quello vecchio nella zona di Grund. Il monastero originale (münster) divenne così Altmünster e il nuovo divenne l'abbazia di Neumünster.